# Kellen Winslow
Pour les articles homonymes, voir Winslow.
College Football Hall of Fame 2002
Pro Football Hall of Fame 1995
(en) Statistiques sur pro-football-reference
Kellen Winslow est un joueur américain de football américain, né le 5 novembre 1957 à Saint-Louis (Missouri), qui évoluait au poste de tight end. Son fils, Kellen Winslow II, est aussi joueur professionnel de football américain.

## Carrière
Sorti de l'Université du Missouri-Columbia, Kellen Winslow est retenu en treizième position au premier tour de la draft 1979 par les Chargers de San Diego. Différent des autres tight ends de l'époque ayant pour rôle d'effectuer des blocages, il jouait sur ses qualités hybrides alliant vélocité et solidité. Il est souvent considéré comme l'un des précurseurs de l'évolution moderne du poste de tight end vers un rôle plus proche du wide receiver.
Dès 1980, il devient ainsi le meilleur receveur de la NFL grâce à 89 réceptions. Il est alors le premier tight end à réussir cette performance. Il connaîtra le même honneur en 1981 avec 88 réceptions réussies. Son record de 1 290 yards engrangés à la réception en 1980 est d'ailleurs toujours le meilleur total réussi par un tight end sur une saison.
Au cours de sa carrière, Winslow sera ainsi honoré par cinq sélections au Pro Bowl. Sa dernière participation à ce match de gala date de 1987 puisqu'il se blessera gravement quelques mois plus tard au cours de la saison 1987, mettant alors un terme à sa courte mais intense carrière.
La durée de sa carrière ne l'a toutefois pas empêché, au regard de ses performances, d'être intronisé au Pro Football Hall of Fame en 1995. Dans le célèbre classement des 100 meilleurs joueurs de l'histoire établi par The Sporting News en 1999, Kellen Winslow figure en 73e position.